# 온류 ~ONRYU~
《온류 ~ONRYU~》(일본어: 音流)는 TV 도쿄에서 방송중인 음악 프로그램이다. MC는 일본의 록 밴드 도하츠텐의 보컬 마스코 나오즈미와 Czecho No Republic의 다카하시 마이가 맡고있다. 무대가 펍으로 꾸며져 있으며, 이 뮤직 펍에 음악인들이 찾아와 토크를 하는 방송상 설정이 있다.

## 같이 보기
- TV 도쿄
- 음악 프로그램
- 올 나이트 뮤직